# Roberto Alcântara Ballesteros
Roberto Alcântara Ballesteros, mais conhecido como artilheiro Roberto, (Osasco, 25 de julho de 1977) é um ex-futebolista brasileiro que atuava como atacante.
No início da época 2009/2010 deixou o Leixões Sport Club, para representar o Clube Desportivo Feirense.

## Títulos
Leixões
- Segunda Liga: 2006–07

### Prêmios individuais
- Artilheiro da Segunda Liga 2006–07: 17 gols